# 6 tháng 6
Ngày 6 tháng 6 là ngày thứ 157 (158 trong năm nhuận) trong lịch Gregory. Còn 208 ngày trong năm.

## Sự kiện
- 1285 – Thượng tướng Trần Quang Khải sáng tác bài thơ "Tụng giá hoàn kinh sư".
- 1674 – Shivaji cử hành nghi lễ đăng quang làm hoàng đế, khởi đầu Đế quốc Maratha.
- 1808 – Anh trai của Napoléon Bonaparte là Joseph Bonaparte đăng quang quốc vương của Tây Ban Nha.
- 1844 – Hiệp hội Thanh niên Cơ Đốc được thành lập tại Luân Đôn, Anh.
- 1859 – Nữ vương Victoria ký văn kiện tách Queensland thành một thuộc địa riêng của Anh từ New South Wales.
- 1884 – Ký kết Hòa ước Patenôtre giữa Pháp và triều đình nhà Nguyễn
- 1944 – Quân đội Đồng Minh mở mặt trận thứ 2 tại Châu Âu chống phát xít Đức, còn gọi là Chiến dịch Overlord, mở đầu là cuộc đổ bộ lớn nhất trong lịch sử quân sự lên các bãi biển ở Normandie (Pháp).
- 1931: Nguyễn Ái Quốc, khi đó mang tên Tống Văn Sơ, bị bắt tại Hồng Kông trong Vụ án Tống Văn Sơ.[1]
- 1969 – Chính phủ Cách mạng lâm thời Cộng hòa miền Nam Việt Nam được thành lập.
- 1969 – Ca ghép thận đầu tiên thực hiện tại Việt Nam do đoàn giải phẫu Việt Nam Cộng hòa và Hoa Kỳ xúc tiến ở Bệnh viện Đô thành, một điểm son trong ngành y tế Việt Nam Cộng hòa.
- 1971 – Phim Người tình không chân dung đạt giải Chủ đề phim xuất sắc nhất và Kiều Chinh là nữ tài tử chính khả ái nhất tại Đại hội điện ảnh Á Châu lần thứ 17 ở Đài Bắc.
- 1971 – Chiến tranh Việt Nam: Quân đội Úc tăng cường tấn công căn cứ lực lượng cộng sản Việt Nam trong trận Long Khánh.
- 1984 – Trò chơi điện tử Tetris được phát hành, tác giả của trò chơi là kỹ sư người Liên Xô Alexey Pajitnov.
- 1985 – Khai quật hài cốt bác sĩ quân y Đức Quốc Xã Josef Mengele ở Embu das Artes, Brazil. Mengele khét tiếng vì những thí nghiệm vô nhân đạo trên các tù nhân tại trại tập trung Auschwitz.[2]
- 2012 – Sao Kim đi qua qua Mặt Trời lần cuối cùng trong thế kỷ 21, lần trước đó là năm 2004.
- 1951 - con tem đầu tiên của Việt Nam được phát hành, đó là con tem mang hình Quốc Trưởng Bảo Đại với giá tiền 3 đồng bạc.

## Sinh
- 1236 – Văn Thiên Tường, thừa tướng nhà Nam Tống
- 1799 – Aleksandr Sergeyevich Pushkin, nhà thơ, nhà văn và là nhà viết kịch người Nga (m. 1837)
- 1811 – Leopold Hermann von Boyen, Thượng tướng Bộ binh Phổ (m. 1886)
- 1847 – Phan Đình Phùng, lãnh tụ chống Pháp (m 1895)
- 1978 – Miroslav Klose, cầu thủ bóng đá người Đức.
- 1983 – Quách Kính Minh, biên kịch, đạo diễn, nhà văn người Trung Quốc
- 1984 – Noor Sabri, cầu thủ bóng đá Iraq
- 1984 – Shannon Stewart, người mẫu Mỹ
- 1986 – Kim Hyun Joong, nghệ sĩ Hàn Quốc
- 1988 – Teerasil Dangda, cầu thủ bóng đá người Thái Lan
- 1992 – HyunA, ca sĩ, rapper Hàn Quốc
- 2000 – Lee Haechan, thành viên nhóm nhạc NCT, người Hàn Quốc

## Mất
- 1860 – Nguyễn Phúc Gia Tĩnh, phong hiệu Kim Hương Công chúa, công chúa con vua Minh Mạng (s. 1831)
- 1916 – Viên Thế Khải, chính khách Trung Quốc (s. 1859)
- 1922 – Lillian Russell, nữ diễn viên Mỹ (s. 1860)
- 1968 – Robert F. Kennedy (s. 1925)
- 1999 – Anne Haddy, diễn viên Australia (s. 1930)
- 2010 – Đặng Xuân Kỳ, Giáo sư Triết học Việt Nam (s. 1931)

## Ngày lễ và kỷ niệm
- Ngày tưởng niệm của nhân dân Hàn Quốc